# Beauclair
Beauclair – miejscowość i gmina we Francji, w regionie Grand Est, w departamencie Moza.
Według danych na rok 1990 gminę zamieszkiwały 84 osoby, a gęstość zaludnienia wynosiła 17 osób/km² (wśród 2335 gmin Lotaryngii Beauclair plasuje się na 961. miejscu pod względem liczby ludności, natomiast pod względem powierzchni na miejscu 1015.).